# Station Montauban-de-Bretagne
Station Montauban-de-Bretagne is een spoorwegstation in de Franse gemeente Montauban-de-Bretagne. Het wordt bediend door treinen van het netwerk TER Bretagne op het traject Rennes - Saint-Brieuc.